# Brown's Town
Brown's Town é uma cidade na paróquia de  St Ann. Fica a 24 km do local de nascimento de Bob Marley, Nine Mile.

## História
A cidade foi fundada por Hamilton Brown (1776-1843) e tem um mercado importante na região. Uma das contribuições de Brown para a cidade foi financiar a construção da Igreja Anglicana de São Marcos.

## Educação
Em Brown's Town há uma instituição de ensino superior, o Brown's Town Community College.

## Pessoas notáveis
- Donald Harris, economista da Universidade de Stanford e pai de Kamala Harris.